# 松下電器

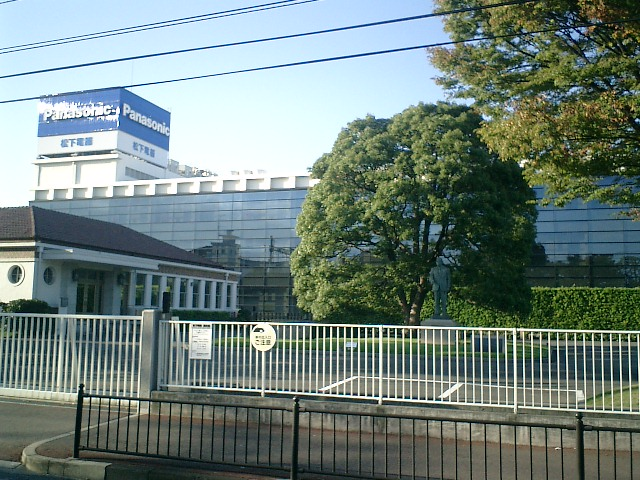
松下電器位於日本大阪府門真市的總部，左前方是松下電器歷史館，後方是研發實驗室

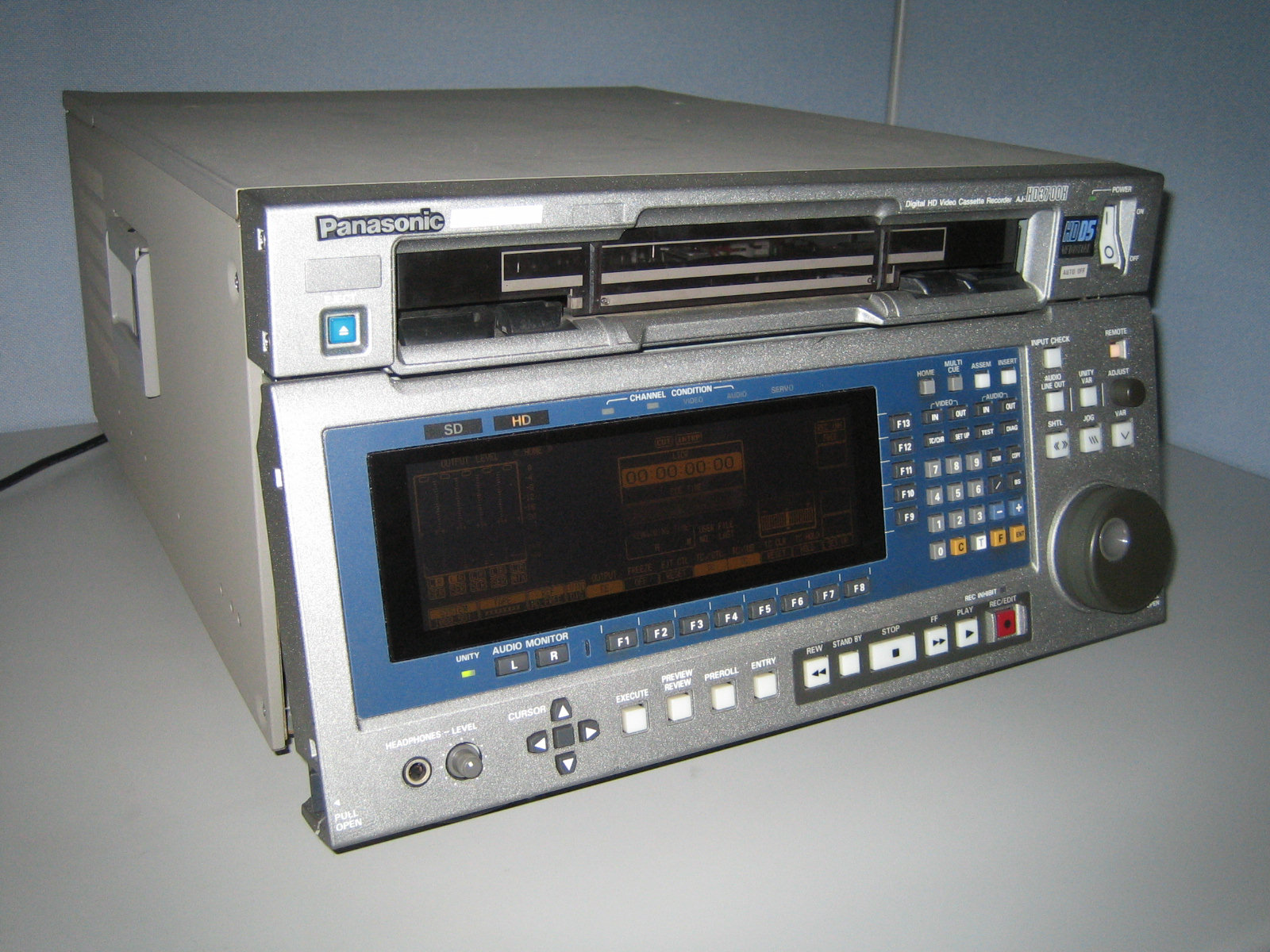
Panasonic AJ HD3700H磁帶錄影機

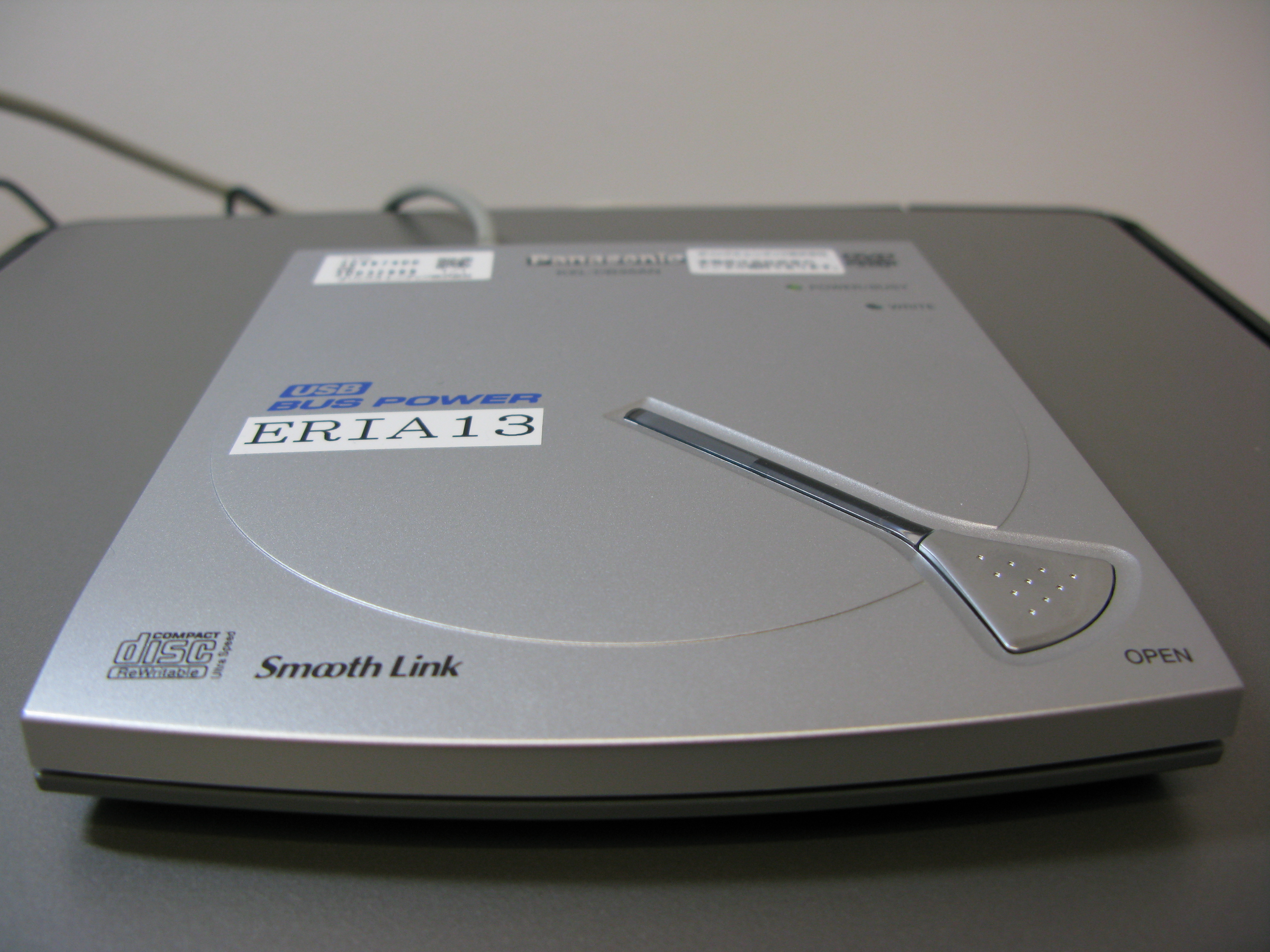
KXL DVD播放器

松下電器，正式全名为Panasonic控股株式會社（日語：パナソニックホールディングス株式会社）是源自日本的跨國電機製造商，也是日本前八大電機企業之一，總部位於大阪府門真市。美国《财富》杂志「世界500强」評選排名第110位（2017年）。
公司舊稱松下電器產業株式會社，於2008年改名，包含生產白色家電與居家用品的「國際牌」（National）在內，品牌於全世界同步改為「Panasonic」。由「Pan」（全部）與「Sonic」（聲音）組成，因其最初用於販售音訊設備。

## 概況

### 早期崛起
1918年3月7日，松下幸之助在大阪創立“松下電器製作所”，創業時做的是電燈燈座。1927年，開始生產製造自行車用的車燈。第二次世界大战期间，企业的有些工厂被军队征用，制造日本海军的一些飞机和船艦。1945年日本投降，進入日本盟軍佔領時期，所有參與軍事生產的企業被駐日盟軍總司令部關閉，松下公司的资金被冻结，松下幸之助被迫离开公司。1947年，在行政管理主任井植歲男承担了松下公司來作為战争出力的责任而辞职后，松下幸之助重回企业（井植歲男之後創辦三洋電機）。
1951年，松下幸之助到美國，開創松下電器在美國的市場，最初的產品是電視機。松下幸之助與飛利浦簽訂技術合作的合約書，再將西方的技術引進並導入到日本，因此讓松下電器從1950年代到1970年代有突破成長。目前松下電器的產品線極廣，除家電以外，還生產製造各數位電子產品，如DVD播放機、DV數位攝影機、MP3播放機、數位相機、液晶電視、筆記型電腦等，還擴展到電子零件、電工零件（如插座蓋板）、半導體等，間接與直接轉投資公司有數百家。

### 大舉併購
2008年末，松下電器與另一電器大廠三洋電機傳出併購消息。2008年12月19日，松下電器以每股131日圓斥資8067億日圓折合90億美元收購三洋電機大股東高盛、大和證券以及三井住友金融集團共同持有的4.3億張三洋電機特別股，換算後為70.5%三洋電機股權。併購三洋電機後的松下電器，成為日本最大及世界第二大的電機廠商（僅次於通用电气）。
2013年2月7日富士通子公司富士通半導體（Fujitsu Semiconductor）和 Panasonic系統LSI部門來共同正式宣佈要將旗下的LSI（大型積體電路）設計以及研發部門與後者合併成立新合資公司。9月27日KKR旗下投資基金全資擁有PHC Holdings以（約合16.7億美元）1650億日圓來入股松下醫療（Panasonic Healthcare）項目的八成權益。
2015年12月23日松下公司以15.45億美元（約合1,854億日圓）收購美國密蘇里州冷藏陳列櫃系統製造商Hussmann Corporation。

### 特斯拉合作案
2014年起松下最大21世紀投資案是與美國特斯拉汽車簽訂合作協議，作為唯一電動車電池供應商直到至今2020年此地位依然保持，然而特斯拉公司執行長馬斯克一些決策引起松下極大不滿，雙方2018年起逐漸交惡，2019年6月財報會議管理層遭到了許多股東的批判，由於特斯拉電動車的銷量和交付量不及預期，松下股價在近一年半的時間內大跌近50%。
其為了特斯拉電動車的電池於7年前開始進行大筆資本支出建造内华达州生產線Gigafactory 1，初期投資就接近50亿美元但回收利潤堪慮引發資金運轉風險達到邊緣，同時馬斯克身邊人透漏其對於Model S車系的電池品質非常不滿一度還在工廠內試行製造電池，但由於專業門檻過高而放棄繼續採購松下但埋下與松下執行長津贺一宏的私怨。之後為了儘快降低電動車售價馬斯克全力取得上海自貿區的審批合作後獲准建立上海大工廠，也稱特斯拉「超級工廠」但為了成本最低化需要松下跟隨前往當地廠房直接內置生產線併廠，雙方就此發生激烈分歧，2019年11月22日津贺一宏明確表示沒有前往加入超級工廠計畫，同時發言「不管是使用中国厂商生产的电池，还是使用我们的合作工厂Gigafactory 1的电池，决定权都在特斯拉手上」幾乎直接表達若馬斯克有不滿大可以去採購中方國產電池，不必再來下單。
同時日经新闻曾2019年4月透露，松下正在冻结对内华达工厂Gigafactory 1的扩张投资，原本馬斯克要求擴張50%產能但似乎已經受阻，而彭博社報導LG化学和宁德时代已經收到特斯拉對於電池的詢價，在商議之中。

### 退出半導體
由於松下半導體業務持續虧損，2019年11月28日松下將該業務出售給台灣的新唐科技。协议约定，新唐科技将以现金2.5亿美元收购松下半导体解决方案有限公司（Panasonic Semiconductor Solutions., Ltd., PSCS），预计将于2020年6月完成交割，但要得到有关部门的批准。

## 公司更名與品牌統一
松下電器的產品曾經有多個品牌，如National、Panasonic、Technics等。在1980年代及之前，通常使用National品牌。1990年代初起，白色家電、電動刮鬍刀及碳性電池使用National品牌；鹼性電池、一般影音及辦公室電器用品使用Panasonic品牌；專業音響產品和電子琴使用Technics品牌。
由於松下電器內部長期發現「一公司多品牌名稱」的情況，已經對該集團之產品之全球市場佔有率造成影響，為求品牌的一致性及認同感和全球市場佈局方面的考量，日本總部於2008年1月10日加開臨時董事會討論。2008年10月起，董事會決定公司日文簡稱由「松下電器」更名為片假名，公司日文全名亦從「松下電器產業株式會社」（Matsushita Electric Industrial Co., Ltd.）更名為。同時尚在日本國內使用的（National）商標在2009年漸進性廢止，屆時全球統一使用「Panasonic」品牌及商標。由於此一決策具有「去松下化」的成份存在，故此一決策在草擬時，社長大坪文雄曾徵詢過董事會裡松下家族代表的意見，而松下家族代表回應不反對此一決策。
由於松下電器早於2003年起於日本以及大中華地區以外的所有商品，統一以「Panasonic」品牌出售，尚於北美低價視聽設備市場使用的Quasar品牌，已經處於自然淘汰狀態，而在公司更名後尚在日本國境內使用的「National」亦已經於2009年起停用；至於KDK、Technics等品牌的存續與否等問題，日本總部當時並未提出相關措施及做出任何回應。Lumix等Panasonic子品牌則不受影響。2015年，松下電器重推Technics品牌，KDK則供予一些海外地區使用。

### 大中華地區

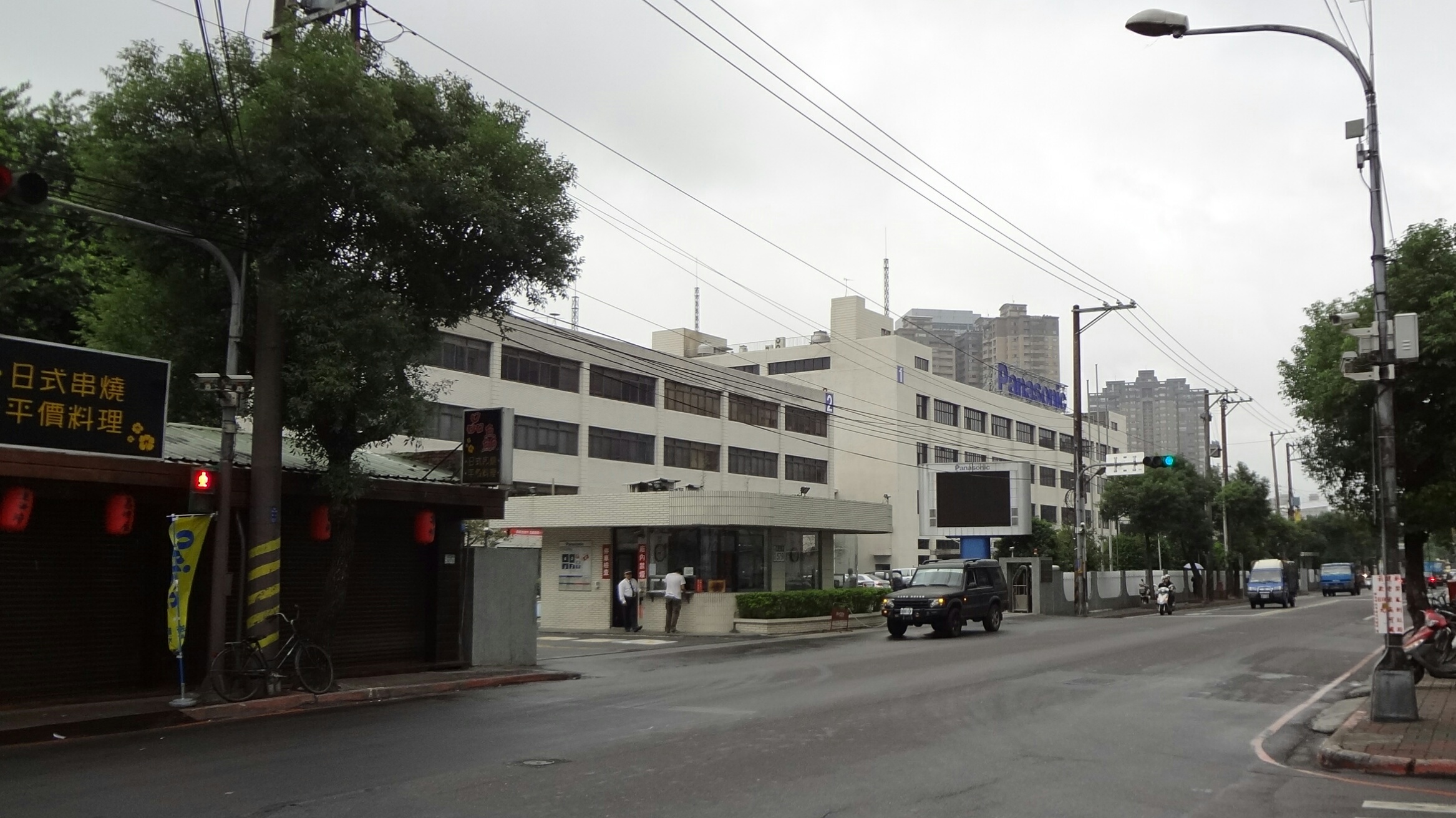
位於中和的台灣松下電器總部

至于大中華地區方面，松下電器表示，由於其在中國大陸及台灣的公司名稱只能使用中文登記，且「松下電器」已經廣為人知，因此做為全球市場唯一的例外，在中國大陸及台灣將繼續沿用「松下電器」做為公司註冊名稱，品牌使用上則仍然多采用「Panasonic」名稱。至於香港及澳門地區，總代理信興集團創辦人蒙民偉當年提議使用 National 家電的中文粵語音譯名稱為「樂聲牌」；集團於2010年代初，除了保留Panasonic電飯煲產品仍然有中文名稱外，港澳及華南部份地區(主要是珠三角地區)的巿場棄用「樂聲牌」這個中文名稱。惟「樂聲牌」稱號由蒙民偉引入 National 收音機及第一個樂聲牌日本電飯煲起，「樂聲牌」之品牌稱號已經家傳戶曉及深入民心，數年後再次復用「樂聲牌」中文名稱。至今除了家電產品仍然保留「樂聲牌」稱號之外，其餘文儀電子器材、影音產品等，均已經完全跟隨日本總公司指引，統一只使用「Panasonic」英文名稱。

## 旗下品牌

Panasonic旗下品牌之標誌

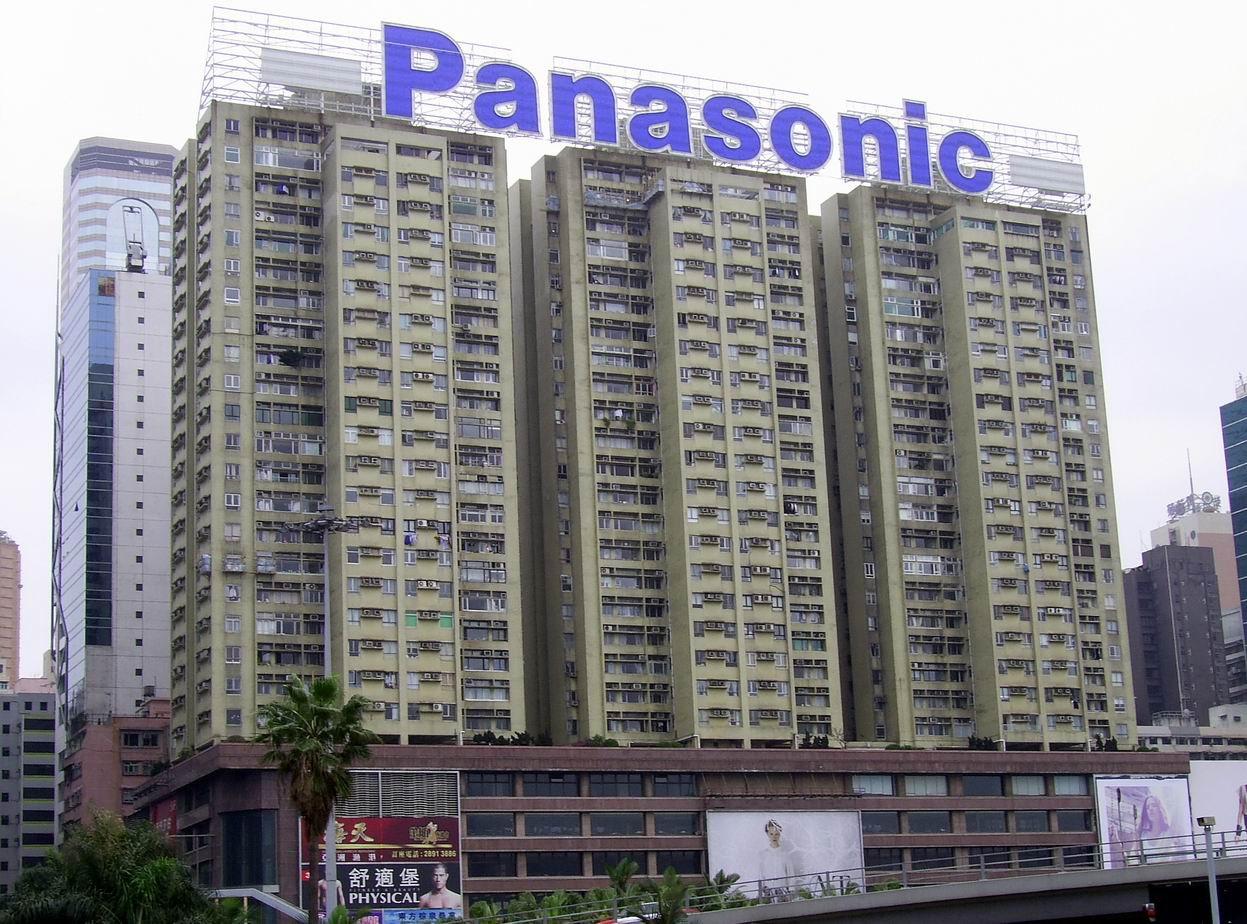
位於香港銅鑼灣伊利莎伯大廈天台的松下電器企業標誌牌

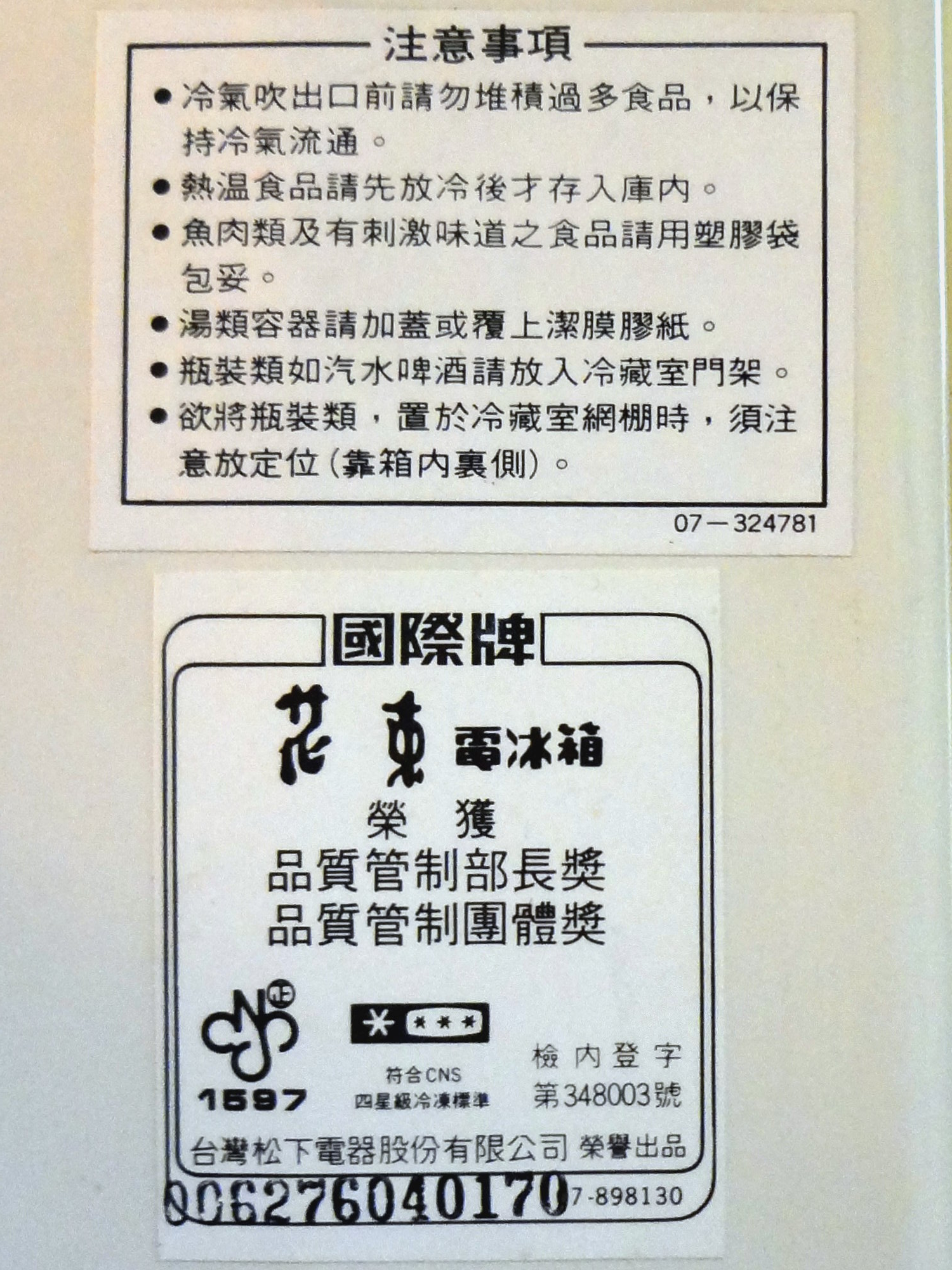
台灣松下電器國際牌產品序號標籤

- National（中文名：松下电器；台灣名稱：國際牌，香港譯名：樂聲牌）：1922年起創立品牌，寓意“國民的”，為松下電器公司使用最久及亞洲地區最知名品牌。1962年10月，國際通信機械公司與松下電器合資成立台灣松下電器，沿用國際通信機械公司國際牌名稱作為松下電器品牌「National」的台灣譯名[12]。在2003年日本境外品牌統一政策施行後，僅日本境內白色家電產品繼續使用此品牌，於2009年全面停止使用，但在日本國內不少小型家電公司把National字樣貼在一些原本是貼著Panasonic字樣的白色家電出售。
- （中文名：松下电器；台灣譯名：國際牌，香港譯名：樂聲牌）：1955年起創立品牌，松下電器進軍美國時，原有的National品牌在美國已經有公司註冊，因此創立此品牌。現今為松下電器公司的主要品牌，在日本境外品牌統一前，此品牌以影音器材和文儀用品為主力。
- Quasar：1974年松下電器購併美國摩托罗拉公司家用電子部門時所繼承的品牌，僅在北美洲的電子視聽產品使用，在2003年世界統一使用Panasonic品牌後即呈自然淘汰狀態。
- Technics與RAMSA：現為松下電器公司DJ混音設備、電子琴專用品牌（原包含音響，現時除了高端耳機之外，其餘音響設備已併入松下電器Panasonic品牌）。
- M：為松下出品的電子零件（電容器等）因細小而無法打上品牌全名時所使用的替代標章，代表日文（松下Matsushita）的縮寫。
- KDK：為松下電器公司出品的空氣流動電器（電風扇、抽氣扇等），其產品和National（現在則為Panasonic）一樣，每有新KDK產品推出，National都一定有同功能、同樣式產品推出，這是由於Panasonic以兩個品牌但不同市場定位去佔有兩個不同市場：KDK以電工材料公司為目標，而National以家庭為主。
- Rasonic（中文名：樂信牌）：原為松下電器港澳總代理的香港信興集團旗下子公司信興電工工程有限公司自行開發品牌。於1990年，松下和信興成立合資公司松下信興機電有限公司成立Rasonic品牌但跟松下電器完全沒有關連。部份在香港出售的Panasonic白色家電會以較廉價的價格，再以Rasonic名義出售。
- JVC（香港曾譯為星牌，台灣譯名：勝利牌）：JVC（Japan Victor Company）成立於1927年，是當時美國的留聲機及黑膠唱片的領導者Victor Talking Machine Company子公司。1930年，JVC生產留聲機及黑膠唱片。1932年，JVC開始生產收音機。1939年，展出日本第一台電視機。二戰期間，日本公司與外國的合作夥伴斷絶關係。1929年，JVC的大部份所有權轉移到美國無線電公司（RCA）與勝利音產的合資公司RCA-Victor。直到1953年，JVC KENWOOD由松下電器所有，現今松下電器公司所擁有JVC KENWOOD 24.41%股權。
- Sanyo（中文名：三洋電機）：2009年12月21日，Panasonic取得50.27%三洋股權，三洋成為松下電器子公司。
- 松下電器旗下的數碼相機系列為「Lumix」。
- 松下電器旗下的高畫質液晶、電漿電視系列為「VIERA」。
- 松下電器旗下的生活家電目前主推系列為「ECO NAVI」及「nanoe」雙科技，分別主打節能、淨化兩大訴求。
- 相比起其電子產品，其自行車並不太知名。但其實松下自1945年起有生產休閒公路自行車。70年代曾替著名自行車生產商Schwinn代工生產「World系列」自行車。至80年代末，松下亦自行在北美洲發售Panasonic自行車[13]。2008年，因自行車業務帶來的利潤並不理想，松下將其自行車業務售於宮田工業（Miyata）[14]。
- 亦有涉足升降機事業，松下時期曾經是日本奧的斯電梯公司的股東，日本部份奧的斯升降機都是由松下銷售及安裝，並附有National商標。2005年，松下與日本奧的斯合資成立了一間專門生產升降機的子公司，但只限應用於獨立屋之中，而且未有計劃在日本以外市場銷售。當初日本奧的斯持有子公司19.9%股份，2012年售予Panasonic而成為其全資子公司。

以前的社章使用過「M矢」與「三松葉」（有「堅忍不拔」、「生成發展」和「協力一致」三種含義），現則直接使用Panasonic英文作為社章。

## 相关文化
於《少女与战车》电视动画第三集出现，但店舖的英文名稱寫成为Panasonic。